# Spréo de Fischer
Lamprotornis fischeri
Pour les autres espèces de spréos, voir Spréo.
Espèce
Statut de conservation UICN

 LC  : Préoccupation mineure
Le Spréo de Fischer (Lamprotornis fischeri) est une espèce de passereaux de la famille des Sturnidae.

## Description
Adulte, le Spréo de Fischer peut atteindre 18 cm de long.

## Répartition géographique
On le trouve en Afrique, du Sud de la Somalie et de l'Éthiopie et à l'Est du Kenya et de la Tanzanie.